# 石桥子街道 (锦州市)
石桥子街道，是中华人民共和国辽宁省锦州市凌河区下辖的一个乡镇级行政单位。

## 行政区划
石桥子街道下辖以下地区：
文昌社区、万年社区、北山社区和石桥子社区。